# حسونة النواوي
حسونة بن عبد الله النواوي الحنفي (1255 - 1343 هـ) شيخ الأزهر ومفتي الديار المصرية، كان من نوابغ رجال الأزهر. عمل بتدريس الفقه في كليتي الحقوق ودار العلوم، ووضع مؤلفًا بعنوان «سُلَّم المُسترشدين في أحكام الفقه والدين» رُزق هذا الكتاب الذيوع والانتشار، واشتَهَر شهرة واسعة جعلت القائمين على نظارة المعارف يقرِّرون تدريسه بالمدارس الأميرية. وهو جدُّ الوزير والدبلوماسي محمد بن عبد الخالق حسُّونة ثاني أمين عام لجامعة الدول العربية.

## مولده ونشأته
ولد بقرية نواي بمركز ملوي بمحافظة المنيا سنة 1255 هـ، ولما ترعرع حضر إلى الأزهر وتلقَّى به العلم على شيوخ وقته، وكان حضوره الفقه الحنفي على الشيخ عبد الرحمن البحراوي، والمعقول على الشيخ محمد الإنبابي، والشيخ علي بن خليل الأسيوطي وغيرهم، وامتاز بقوة الحفظ، وجودة التحصيل، وشدة الذكاء، واستمر في دراسته حتى حصل على شهادة العَالِمية.

## مناصبه
عيّن أستاذاً للفقه بكلية دار العلوم، وفي مدرسة الحقوق، قبل أن ينتدب وكيلا للأزهر الشريف سنة 1894، تم تعيينه في مشيخة الأزهر الشريف في 8 من محرم سنة 1313 هـ الموافق آخر يونيو عام 1895 م خلفاً للشيخ الإنبابي بعد أن استقال الأخير، كما صدر قرار بتعيين فضيلته في المجلس العالي بالمحكمة الشرعية في العام نفسه مع بقائه شيخًا للأزهر الشريف، ثم في عام 1899 أصدر الخديوي قرارًا بتنحيته في 25 من المحرم سنة 1317 هـ الموافق 4 يونيو عام 1899 م وتولية ابن عمه الشيخ عبد الرحمن القطب النواوي بعد أن عارض ندب قاضيين من مستشاري محكمة الاستئناف الأهلية ليقوما بمشاركة قضاة المحكمة الشرعية في الحكم.
وفي 16 من ذي الحجة سنة 1324 هـ الموافق 30 من يناير 1907 م، أعيد الشيخ حسونة إلى مشيخة الأزهر مرة ثانية بعد أن توالى على المشيخة أربعة من المشايخ بعد الفترة الأولى لمشيخة الشيخ حسونة النواوي، ولكنه آثر ترك المنصب بعد أقل من ثلاث سنوات، فاستقال في 1327 هـ.
تولى منصب الإفتاء جنباً إلى جنب مع مشيخة الأزهر في الفترة ما بين عام 1895 إلى عام 1899، وأصدر خلال هذه الفترة حوالي 287 فتوى.

## مؤلفاته
- «سلم المسترشدين في أحكام الفقه والدين» وهو كتاب في جزئين، يجمع الأصول الشرعية مع الدقائق الفقهية.

## وفاته
توفي في صباح الأحد 24 من شوال سنة 1343 هـ/ 1924 م.